# Sperber Junior
Der Sperber Junior war ein einsitziges Leistungssegelflugzeug des Konstrukteurs Hans Jacobs, das in den Werkstätten der Karl Schweyer Flugzeugwerke in Ludwigshafen gebaut wurde. Das Einzelstück basierte auf dem DFS Rhönsperber sowie dem Sperber Senior und wurde speziell an die Bedürfnisse der Pilotin Hanna Reitsch angepasst.

## Geschichte
Der Sperber Junior verwendete den Flügelgrundriss und das Leitwerk der zeitgleich im Winter 1935/1936 konzipierten und als Einzelstück gebauten Sperber Senior. Das Tragflächenprofil stammte von dem ebenfalls von Hans Jacobs entwickelten Leistungssegelflugzeug Rhönsperber. Das Flugzeug war als Sonderanfertigung speziell für die zierliche Statur der DFS-Testpilotin Hanna Reitsch ausgelegt. Der Sperber Junior diente nicht nur als Wettbewerbsflugzeug, sondern auch als Studie zur Erprobung von verschiedenen Konstruktionsdetails, die in spätere Entwürfe Jacobs einfließen sollten. Das Kennzeichen lautete zunächst D-Sperber Junior und wurde später in D-11-48 geändert. In Wettbewerbslisten wurde der Flugzeugtyp teilweise als Sperber Spezial aufgeführt.
Über den Verbleib des Flugzeugs ist nicht bekannt. Es muss angenommen werden, dass es im Laufe des Zweiten Weltkrieges, jedoch spätestens beim Einmarsch der Alliierten, zerstört wurde. Die Sperber Senior war eine vergrößerte und verbesserte Version des Rhönsperbers, die speziell für den Piloten Ludwig Hofmann gebaut wurde.

## Konstruktion
Wie der Rhönsperber, war auch der Sperber Junior als freitragender Mitteldecker in Holzbauweise mit beplanktem Rumpf, Knickflügeln und Kreuzleitwerk konstruiert.
Die Spannweite der Sperber Senior wurde unter Verwendung des Rhönsperber-Profils Gö 535 um 40 cm gekürzt sowie nach oben ausfahrende Bremsklappen als Landehilfe installiert. Der Rumpfquerschnitt wurde minimiert und betrug an der breitesten Stelle deutlich weniger als die 60 cm des Rhönsperbers. Der Rumpf wurde verlängert und mit einer komplett integrierten Haube versehen, die Ähnlichkeiten mit dem von Alexander Lippisch und Hans Jacobs entworfenen Fafnir besaß. Zur Außensicht dienten zwei in die Haube eingelassene Zellon-Fenster.

## Erfolge

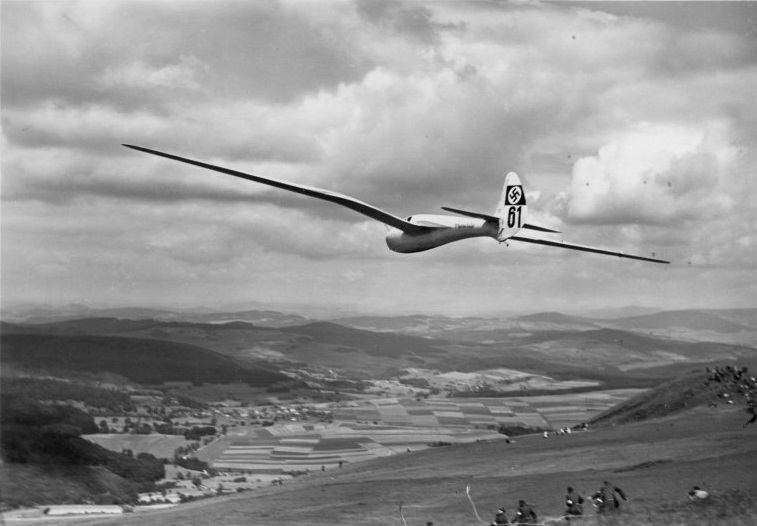
Hanna Reitsch im Sperber Junior während des Wettbewerbs

Beim Rhönwettbewerb 1936 startete Hanna Reitsch auf dem Sperber Junior mit dem Wettbewerbskennzeichen 61. Sie war zunächst von der Teilnahme ausgeschlossen worden, da das Reglement des ausrichtenden Deutscher Luftsportverbandes keine weiblichen Piloten vorsah. Nach Protesten konnte Reitsch schließlich doch noch teilnehmen. Sie erflog an zehn Wettbewerbstagen mit 821,5 km die höchste Gesamtflugstrecke. Im Gesamtklassement belegte sie Rang 4.
Im Rahmen eines Treffens der Internationalen Studienkommission für motorlosen Flug in Salzburg vom 25. bis 31. Mai 1937 gelang ihr zusammen mit vier weiteren Segelfliegern die Überquerung der Alpen im Segelflug.

## Technische Daten
| Kenngröße         | Daten                    |
| ----------------- | ------------------------ |
| Besatzung         | 1                        |
| Länge             | 6,51 m                   |
| Spannweite        | 15,6 m                   |
| Flügelfläche      | 15,5 m²                  |
| Flügelstreckung   | 15,7                     |
| Flächenbelastung  | 18,1 kg/m²               |
| Beste Gleiten     | 24,3/26,7 bei 68/69 km/h |
| Geringstes Sinken | 0,65 m/s bei 48,5 km/h   |
| Leermasse         | 175 kg                   |
| max. Startmasse   | 280 kg                   |